# Sh2-170
Sh2-170 est une nébuleuse en émission visible dans la constellation de Cassiopée.
Elle est située dans la partie nord-ouest de la constellation, à environ 5° au nord de l'étoile Caph. La période la plus appropriée pour son observation dans le ciel du soir se situe entre les mois d'août et de janvier et elle est considérablement facilitée pour les observateurs situés dans les régions de l'hémisphère boréal, où elle se produit circumpolaire jusqu'aux régions tempérées chaudes.
Sh2-170 est une région H II située sur le bras de Persée à environ 2 300 pc (∼7 500 al), près du bord d'une grande superbulle provenant de l'action combinée du vent stellaire et de l'association OB Cassiopeia OB5. Le responsable de l'ionisation de ses gaz est connu sous le sigle BD+63 2093. C'est une étoile de la séquence principale avec la classe spectrale O9V, appartenant au petit et jeune amas ouvert Stock 18. Les bords de la région ionisée sont pour la plupart flous, indiquant une densité plus faible à la périphérie, sauf pour le côté sud-est. L'étoile ionisante est située près du centre, à la pointe d'un petit nuage moléculaire isolé. On pense que 40% de la masse du complexe est constituée d'hydrogène neutre monoatomique (HI), situé au-delà du front d'ionisation. La source de rayonnement infrarouge IRAS 00001+6417, observable en direction de la nébuleuse, correspond à un nuage moléculaire avec des émissions de CO probablement situées à une plus grande distance, autour de 4 600 parsecs, bien que le catalogue Avedisova l'indique comme lié à Sh2-170.